# Biała Podlaska
Biała Podlaska (oroszul Бяла-Подляска) járási jogú város Lengyelország keleti részén belarusz határ közelében a Lublini vajdaságban. A város folyói a Klukówka és Krzna, 36 km-re fekszik a belarusz határtól. Fontos szerepet tölt be a Független Államok Közösségével való kapcsolatok tartásában, tekintettel a terespoli, koroszczyni és sławatyczei határállomások közelségére, és a belarusz konzulátusra. 1975–1998 között a Biała Podlaska-i vajdaság központja volt.

## Földrajzi helyzete
Biała Podlaska a délpodlasiei alföld és a nyugati polesie határán helyezkedik el. Ennek a két régiónak a határa a Krzna folyó bal partján húzódik.

## Műemlékek
- A Radziwiłł -kastély parkkal a 17. századból
- eklektikus házak a 19. század végéről és a 20. század elejéről
- Szent Anna-templom (1572) korábban antitrinitárius gyülekezet
- Mária születése késő barokk templom a 8. század közepéről
- Szent Antel-templom, korábban ferences kolostor
- Kraszewski gimnázium (1628)
- Kraszewski emlékműve (1928)
- Körzeti múzeum a vár tornyában
- Fából épült villa a Narutowicz, Kolejowa, Zielona utcában
- Zsinagógák a 19. és 20. századból
- Zsidó temető a 18. századból
- a vasútállomás épülete (1920-as évek)
- osztrák temető az I. világháborúból

## Fordítás
- Ez a szócikk részben vagy egészben a Biała Podlaska című lengyel Wikipédia-szócikk ezen változatának fordításán alapul.  Az eredeti cikk szerkesztőit annak laptörténete sorolja fel. Ez a jelzés csupán a megfogalmazás eredetét és a szerzői jogokat jelzi, nem szolgál a cikkben szereplő információk forrásmegjelöléseként.

## Galéria

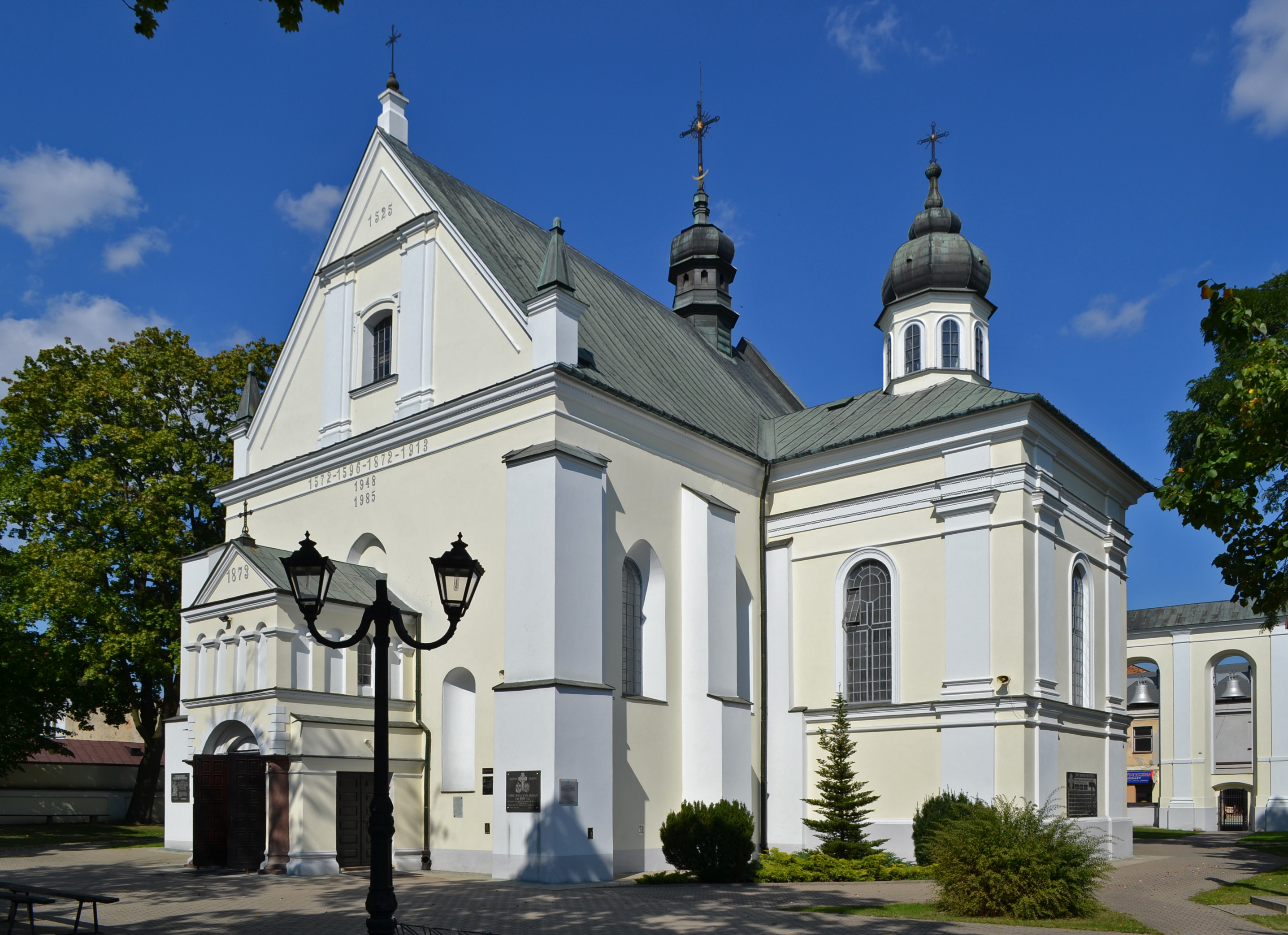
Szent Anna-templom (1582), korábban antitrinitárius gyülekezet
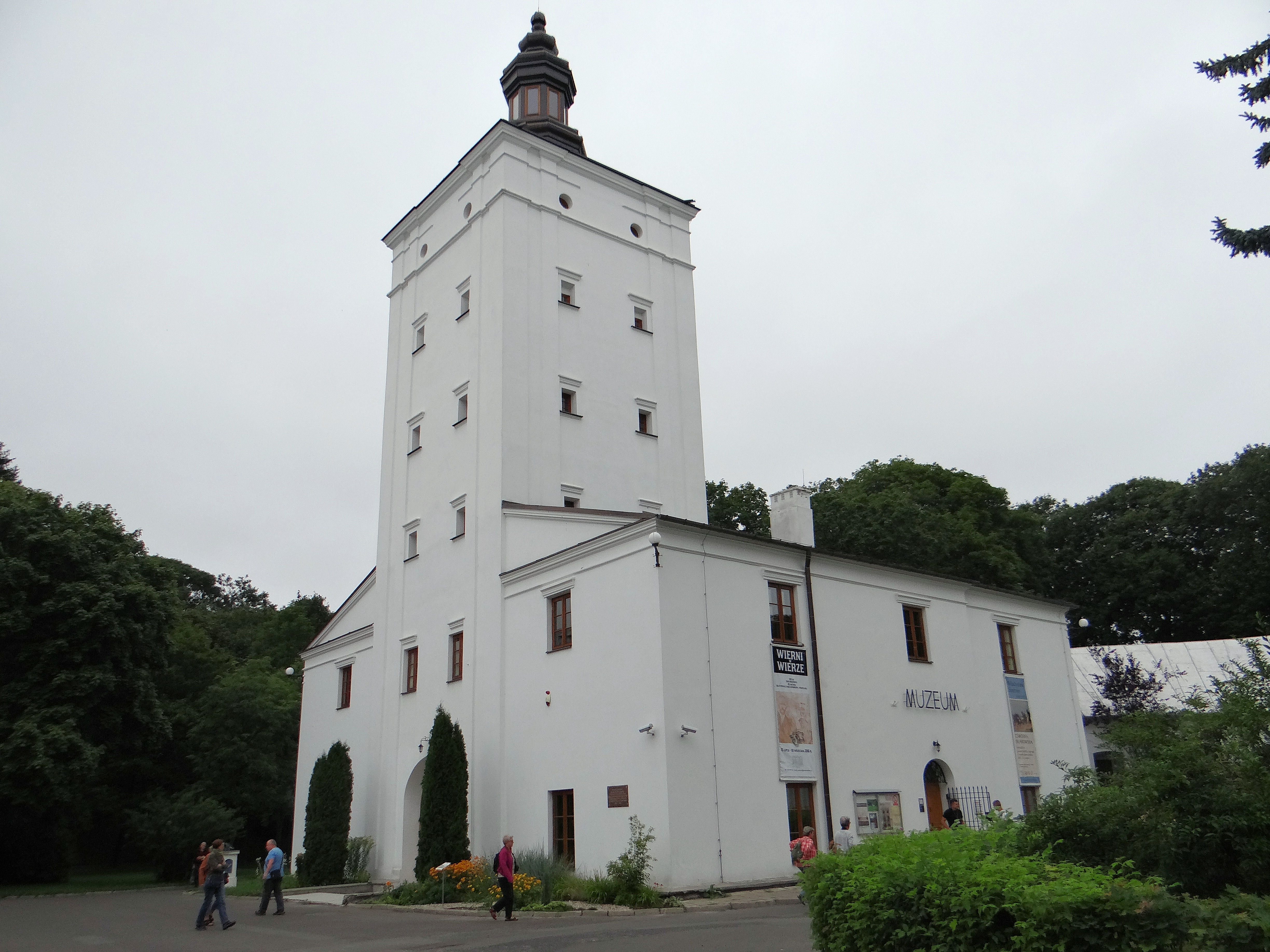
A vár tornya a park felől
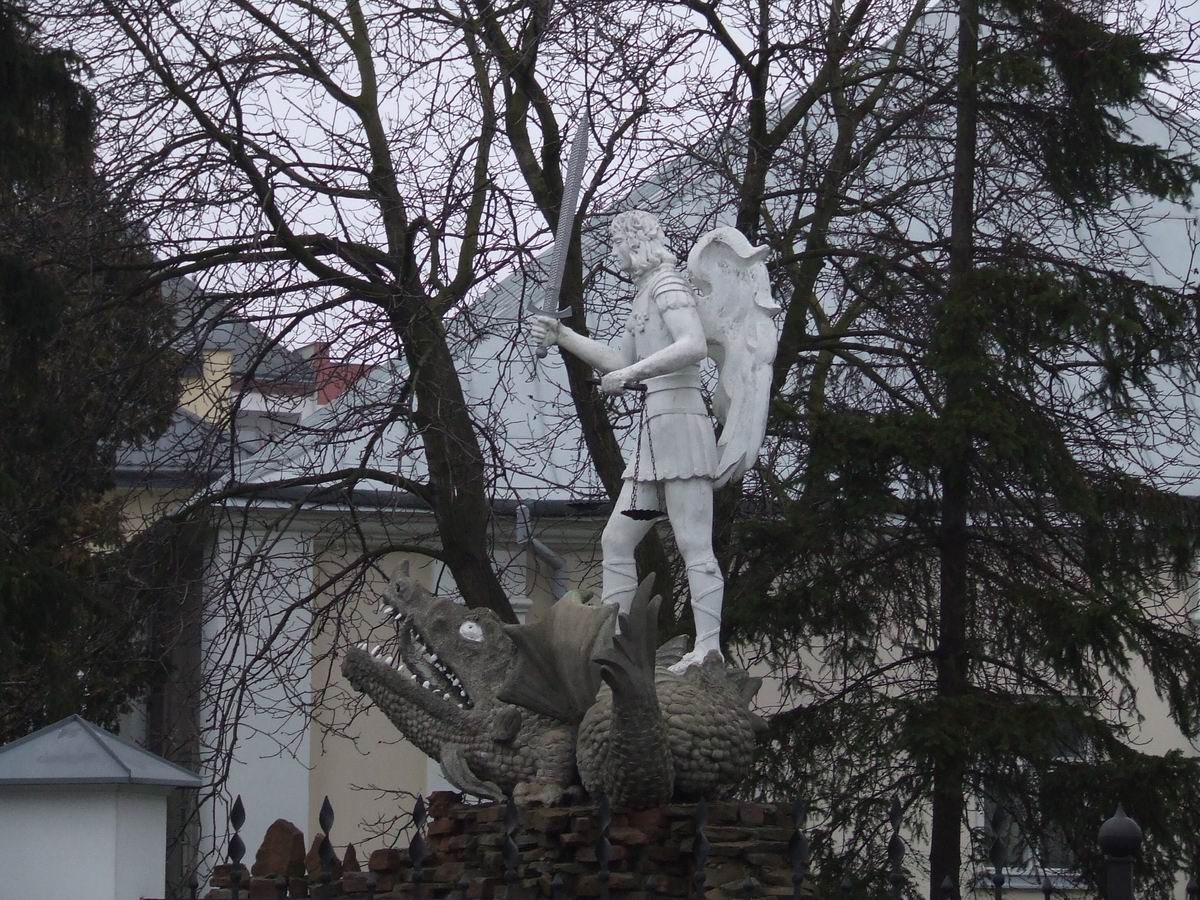
A sárkányt tipró Szent Mihály arkangyal - a város jelképe
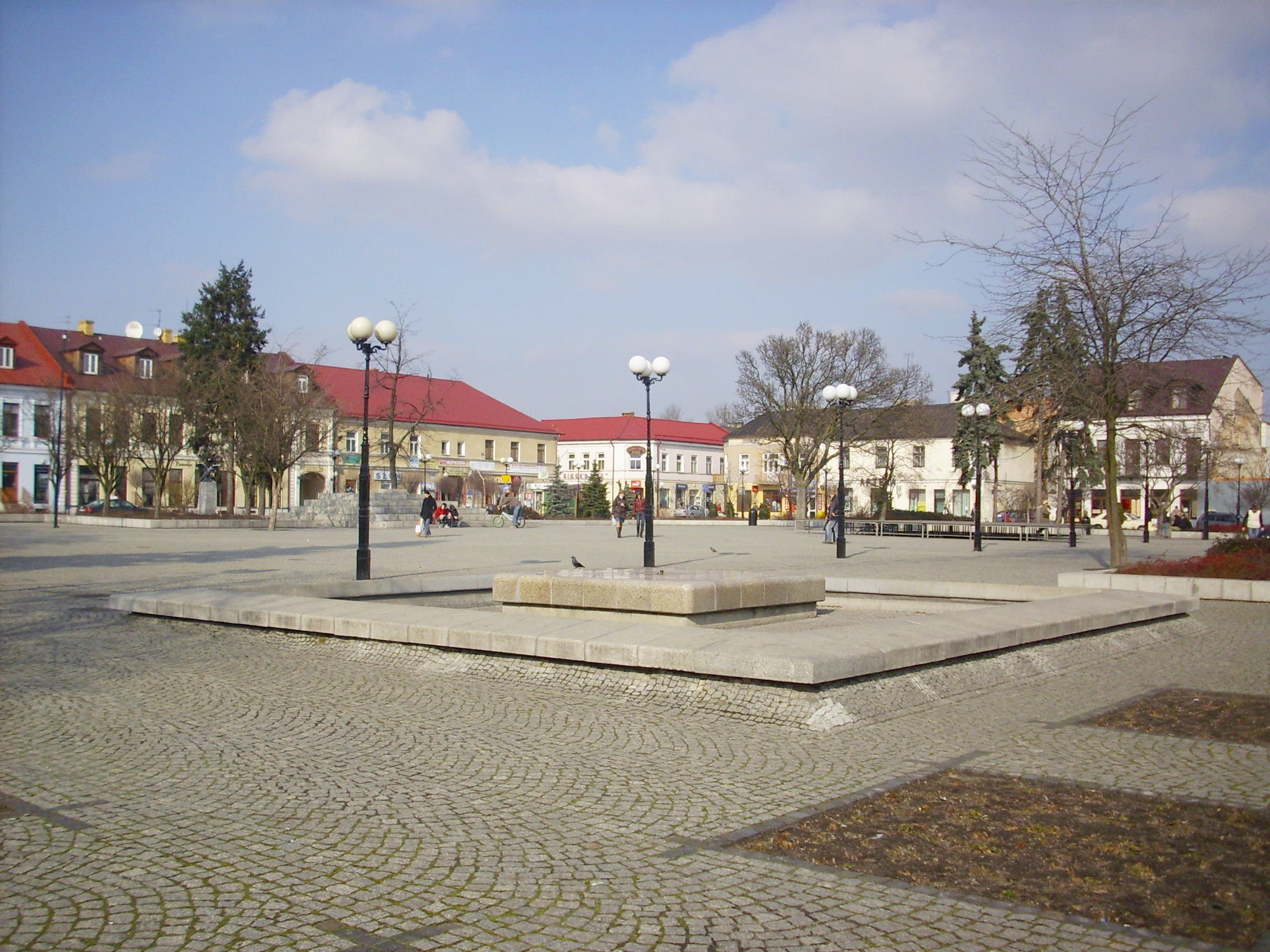
Piactér - Plac Wolności